# ماتسورا هيسانوبو
ماتسورا هيسانوبو او (باللغة اليابانية 松浦 久信) 1571 - 14 اكتوبر 1602. كان اقطاعيا يابانيا من اواخر فترة ازوتشي موموياما خلال فترة ايدو المبكرة.
خدم هيسانوبو ووالده تحت قيادة تويوتومي هيديوشي خلال الحملات الكورية . في وقت معركة سيكيغاهارا ، قاتل هيسانوبو إلى جانب تويوتومي ، على الرغم من أن والده انشق إلى جانب توكوغاوا وأحرق قلعته في هيرادو كبادرة ولاء لشوغون ، توكوغاوا إياسو .